# Брањск
Брањск (пољ. Brańsk) град је у Пољској у Војводству подласком. По подацима из 2012. године број становника у месту је био 3876.
.

## Становништво
| 2012. |
| ----- |
| 3.876 |